# 空军一号低飞拍照事件

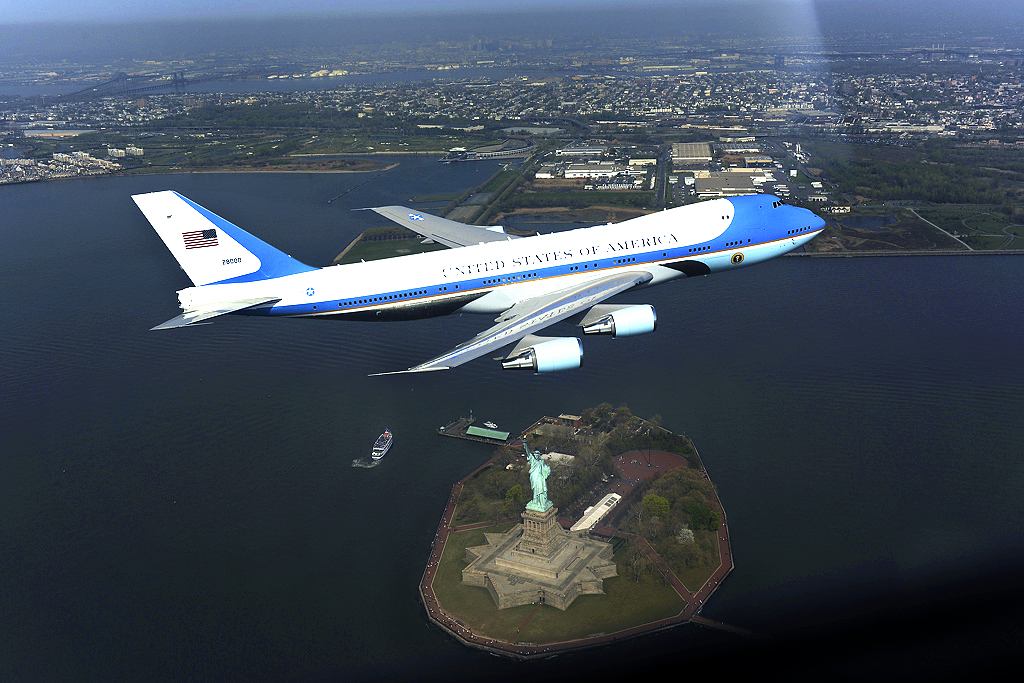
美国国防部所发布的一张照片（经过调整）。另见原始照片。

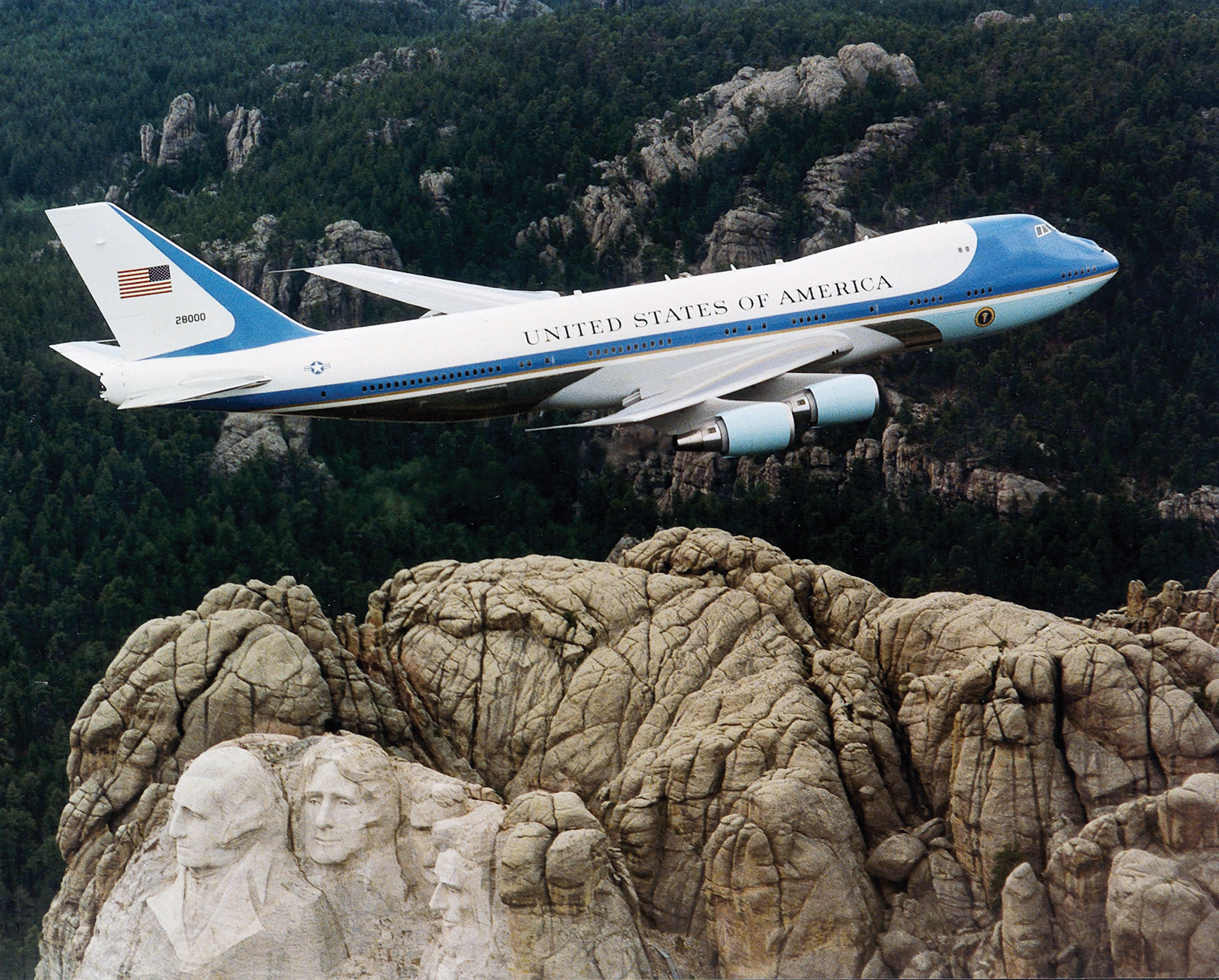
拉什莫尔山与空军一号

空军一号低飞拍照事件发生于2009年4月27日上午，当时一架波音VC-25（波音747的军用变种，美国总统搭乘时呼号为空军一号）与一架尾随飞行的美国空军F-16喷气式战斗机，在上纽约湾自由女神像國家自由紀念區景点的上空低空盘旋。时任总统奥巴马事件发生时不在飞机上。尽管飞机是在进行场景拍照和訓練演習，但纽约州和新泽西州民众没有得到事先通知，并且部分人认为它可能是类似九一一袭击事件的恐怖袭击。一些人惊慌失措的跑出楼宇、走到街上。一些建筑物下令撤离。

## 事件
此次飛行经由白宫军事办公室主任路易斯·卡尔德拉批准，是为更新飞机飞过拉什莫尔山的图像。上任總統乔治·布什的国土安全顾问Fran Townsend说，此次飞行的考虑很不周全（"crass insensitivity"）。她还说，“我会把这称之为愚蠢，如果卡尔德拉先生不了解纽约市众多人民的可能反应，那么他可能不适合做这份工作。”。紐約市市長迈克尔·布隆伯格称此次飞行“蔑视想象力”。纽约市参议员查克·舒默说，美国联邦航空管理局未事先告知公众此次飞行，是一个限于愚蠢或者非常愚蠢的问题。总统奥巴马在事件发生后才了解到此次飞行，他说：“这是一个错误，我们和你们所有人一样刚刚发现它。这不会再发生。”虽然纽约市警察局（NYPD）得到了事先通知，但他们被告知不要告诉公众。
卡尔德拉就此次行动说：“上个星期，我批准了在纽约的一次任务。我为此决定负责……虽然联邦当局采取了适当措施通知纽约州和新泽西州的州和地方当局，但很显然，任务造成了混乱。我为此次飞行造成的任何麻烦道歉并承担责任。”
CBS新聞纽约市附属机构WCBS-TV从美国联邦航空管理局的James Johnston得到了一份备忘录，其中说该机构意识到美国国防部低空飞行计划引发该城市及周围的公众关注的可能性。该机构要求纽约市警察局、特勤局、联邦调查局以及市长办公室完全保密，并威胁说如果泄露此秘密将受到联邦制裁。
空军官员估计，照片拍摄任务的成本约为32万8,835美元，但表示：“不管怎样都会有这些飞行时间，这笔开支会表现在不同的任务上”。
在飞行后的第二天，白宫发言人羅伯特·吉布斯说，此事件将由副参谋长Jim Messina进行调查。吉布斯还说，奥巴马总统对此次飞行表示“愤怒”。然而，吉布斯没有回答记者有关卡尔德拉是否会失去工作的提问。五角大楼新闻秘书Geoff Morrell说，此次飞行的想法源于白宫军事办公室。吉布斯还表示，“因为这是一次训练任务，那架飞机上只有空军人员。”
2009年5月4日，白宫告诉记者，飞行期间拍摄的宣传照片不会向公众展示。但两天后，白宫告诉记者，飞行期间拍摄的宣传照片可能很快就会发布。2009年5月8日，照片被发布，并据报卡尔德拉已经辞职。在他的辞职信中，卡尔德拉告诉总统，事件发生后，他不能“有效地领导白宫军事办公室”。2009年7月31日，国防部根据信息自由法程序发布了146张照片和相关文件。
同年8月，美联社报道，空军利用社交网站Twitter追踪公众对该事件的负面反应。2009年10月16日，宣布George D. Mulligan接替路易斯·卡尔德拉。